# Metopella pacifica
Metopella pacifica är en kräftdjursart. Metopella pacifica ingår i släktet Metopella och familjen Stenothoidae. Inga underarter finns listade i Catalogue of Life.